# جوزيف وليامز (لاعب كريكت)
جوزيف وليامز (1 سبتمبر 1974 في باربادوس - ) (بالإنجليزية: Joseph Williams)‏ هو لاعب كريكت باربادوسي. شارك مع منتخب باربادوس الوطني للكريكت.

## وصلات خارجية
- جوزيف وليامز على موقع إي آس بي آن كريك إنفو (الإنجليزية)